# St. Johann im Walde
St. Johann im Walde ist eine Gemeinde mit 295 Einwohnern (Stand 1. Jänner 2025) im Bezirk Lienz in Tirol in Österreich. Die Gemeinde liegt im Gerichtsbezirk Lienz.

## Geografie
St. Johann im Walde liegt im vorderen Iseltal zwischen Ainet und Huben (Gemeinde Matrei in Osttirol). St. Johann im Walde wird von der Isel durchflossen. Die wichtigsten Nebenbäche sind der Michelbach im Westen und der Leibnitzbach im Osten. Der Talboden liegt in einer Meereshöhe von 740 Meter. Nach Westen steigt das Gemeindegebiet zu den Villgratner Bergen an. Die höchsten Gipfel der Gemeinde sind hier der Hohe Stierbichl (2620 m) und die Teblenspitze (2667 m). Im Osten liegt die Schobergruppe mit Kreuzspitze (2937 m) und den Rotspitzen (max. 3096 m).
Die Gemeinde hat eine Fläche von 32,82 Quadratkilometer. Davon sind 7 Prozent landwirtschaftliche Nutzfläche, 60 Prozent Wald, 20 Prozent Almen und 11 Prozent hochalpines Gebiet.

### Gemeindegliederung
St. Johann im Walde gliedert sich in die Ortsteile Oberleibnig, Unterleibnig, Neugarten, Michelbach, Oblass und Öberst.

### Nachbargemeinden
| Matrei     | Kals                                        |       |
| Hopfgarten | Kompassrose, die auf Nachbargemeinden zeigt | Ainet |
|            | Schlaiten                                   |       |

## Geschichte

### Bevölkerungsentwicklung
2012 lebten in der Gemeinde St. Johann im Walde 291 Menschen. Gemessen an der Einwohnerzahl war St. Johann im Walde zu diesem Zeitpunkt die zweitkleinste Gemeinde im Bezirk Lienz. Nach der Volkszählung 2001 waren 98,0 % der Bevölkerung österreichische Staatsbürger (Tirol: 90,6 %), bis zum Jahresbeginn 2012 sank der Wert nur unbedeutend auf 97,3 %. Von der Bevölkerung waren 2012 nur 3,4 % im Ausland geboren, wobei diese Personen fast ausschließlich aus den EU-Mitgliedstaaten stammten. Zur römisch-katholischen Kirche bekannten sich 2001 98,0 % der Einwohner (Tirol: 83,4 %), nur eine Person war ohne religiöses Bekenntnis, drei Personen waren evangelisch.
Der Altersdurchschnitt der Gemeindebevölkerung wich 2001 stärker vom Landesdurchschnitt ab. 18,8 % der Einwohner von St. Johann im Walde waren jünger als 15 Jahre (Tirol: 18,4 %), 58,7 % zwischen 15 und 59 Jahre alt (Tirol: 63,0 %). Der Anteil der Einwohner über 59 Jahre lag mit 22,5 % über dem Landesdurchschnitt von 18,6 %. Der Altersdurchschnitt der Bevölkerung von St. Johann im Walde änderte sich in der Folge massiv. Der Anteil der unter 15-Jährigen sank per 1. Jänner 2012 leicht auf 17,5 %, während der Anteil der Menschen zwischen 15 und 59 Jahren auf 66,7 % hochschnellte. Der Anteil der über 59-Jährigen ging hingegen auf nur noch 15,8 % zurück. Nach dem Familienstand waren 2001 52,0 % der Einwohner von St. Johann im Walde ledig, 42,6 % verheiratet, 5,0 % verwitwet und 0,3 % geschieden.
Die Einwohnerzahl von St. Johann im Walde entwickelte sich wesentlich schwächer als das Bevölkerungswachstum von Tirol bzw. des Bezirks Lienz, insbesondere in der zweiten Hälfte des 20. Jahrhunderts. Ab 1869 veränderte sich die Einwohnerzahl von St. Johann zunächst kaum, erst zwischen 1910 und 1923 kam es zu einem größeren Bevölkerungswachstum. Daraus konnte sich jedoch kein Trend entwickeln, weshalb die Bevölkerung zwischen 1910 und 1951 mehrmals stieg und wieder sank. Erst nach 1951 stellte sich ein längerfristiges Wachstum ein, währenddessen die Bevölkerung bis 1971 um rund 25 % auf den bisherigen Höchststand von 356 Einwohnern stieg. Seit 1971 schrumpfte die Einwohnerzahl von St. Johann jedoch wieder kontinuierlich, sodass die Einwohnerzahl 2018 unter dem Wert von 1951 liegt. War die Geburtenbilanz zwischen 1991 und 2001 noch positiv (+19), so büßte St. Johann von 2001 bis 2011 auf Grund einer leicht negativen Geburtenbilanz und einer leicht negativen Wanderungsbilanz Einwohner ein.

## Kultur und Sehenswürdigkeiten

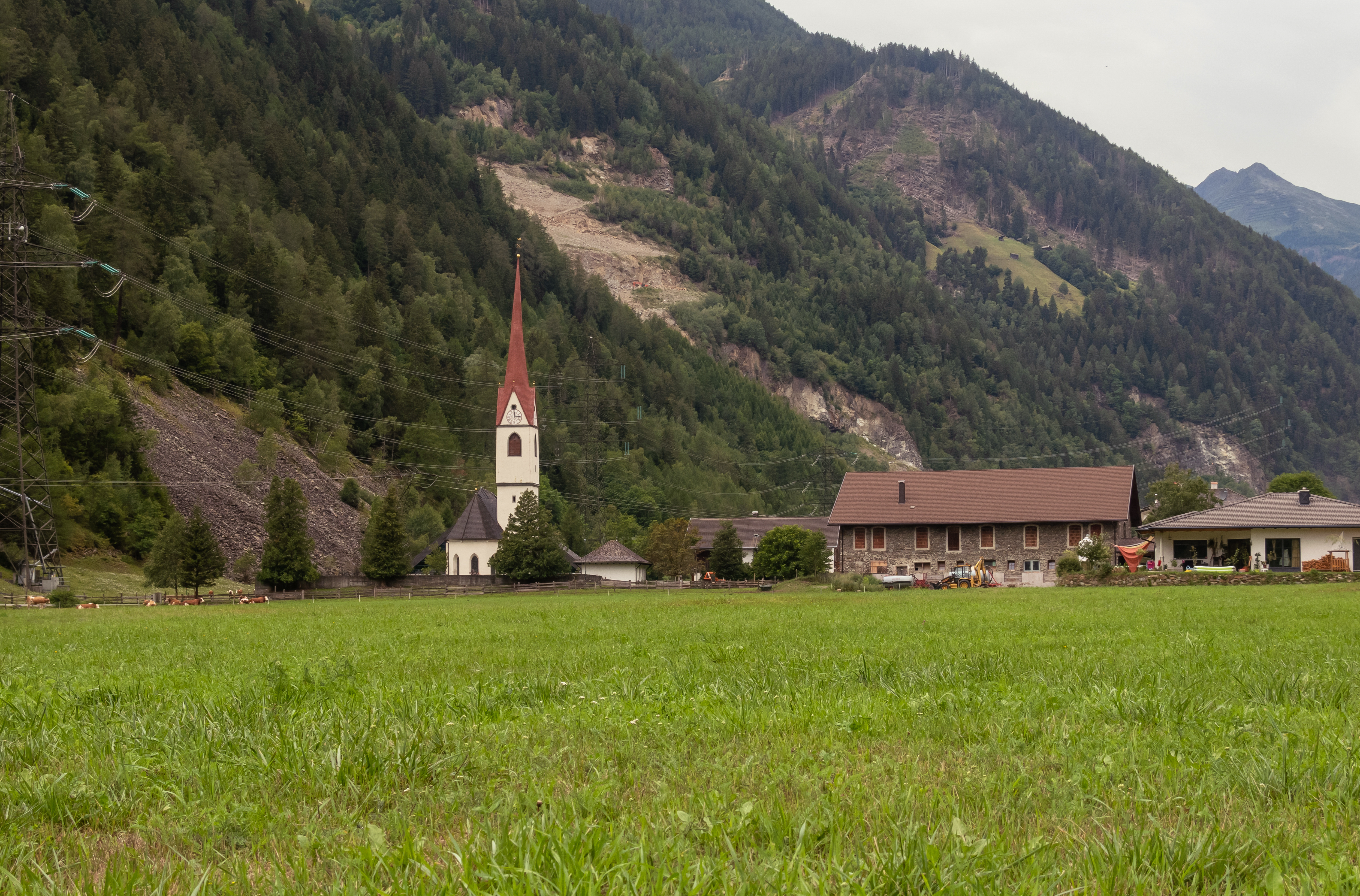
Katholische Pfarrkirche

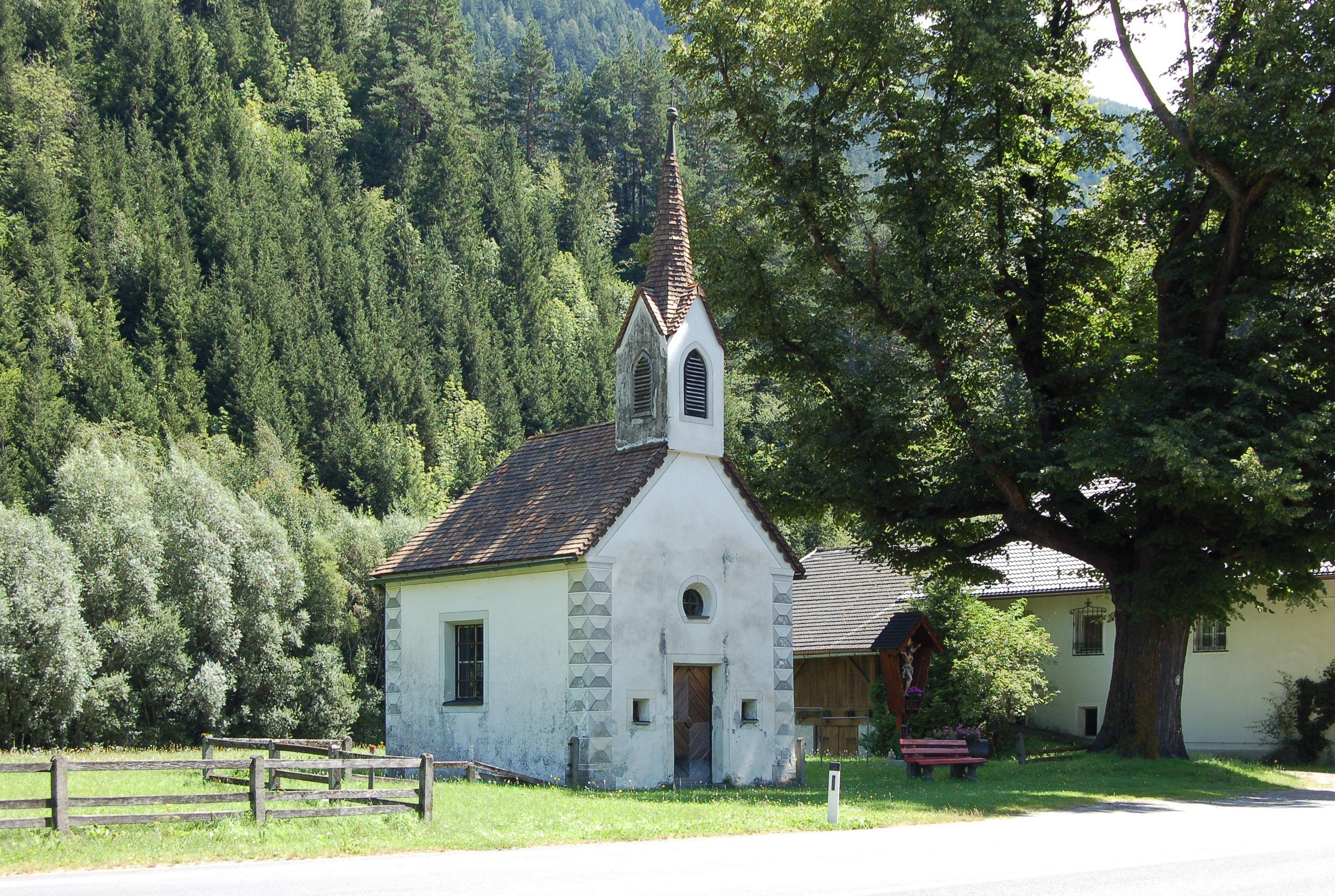
Kapelle Unterleibnig

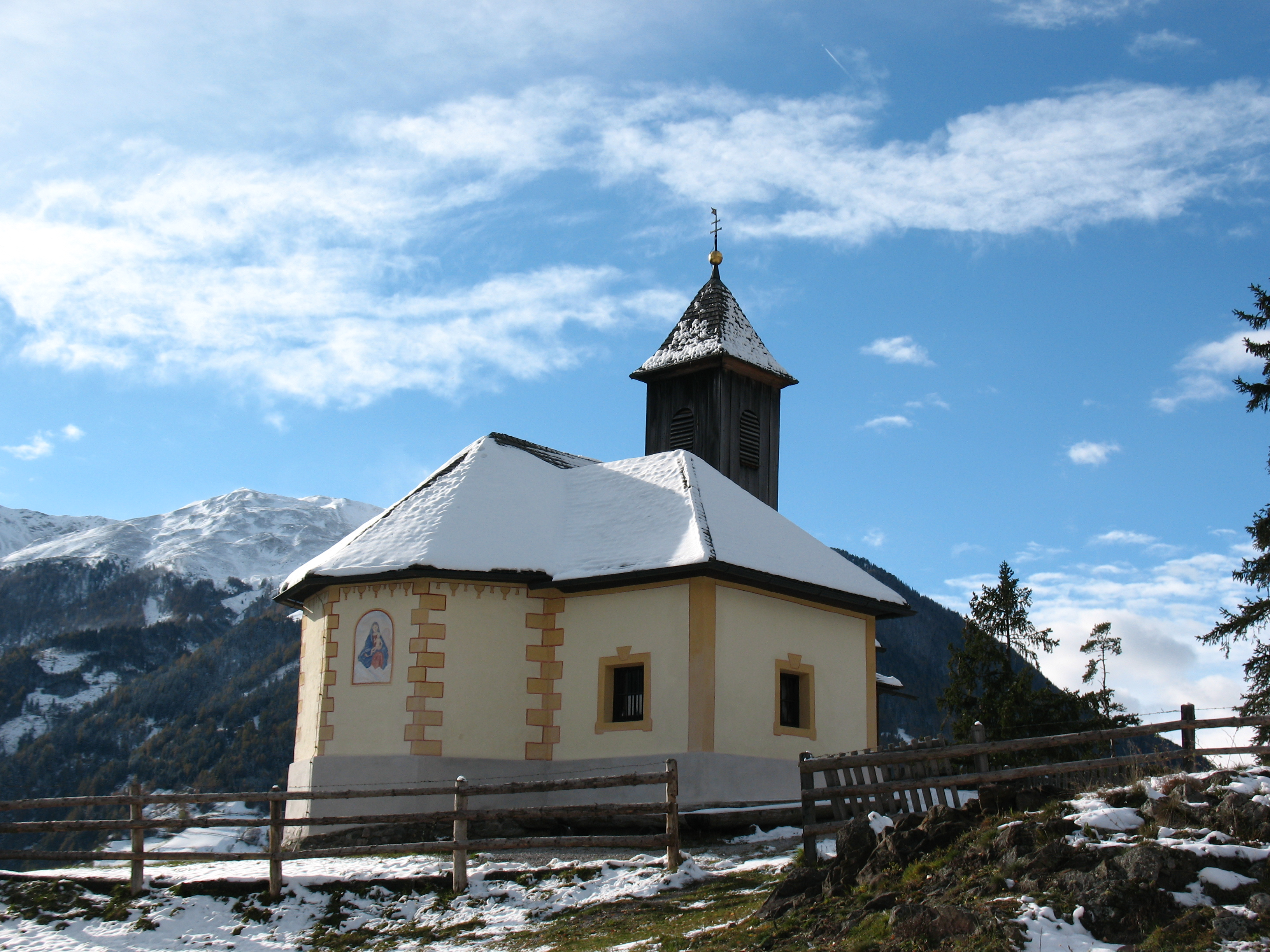
Kapelle Oberleibnig

- Katholische Pfarrkirche St. Johann im Walde
- Kapelle Unterleibnig Sieben Schmerzen Mariens
- Kapelle Oberleibnig Maria Schnee
- Hofkapelle Oblasserberg hl. Dreifaltigkeit

## Wirtschaft und Infrastruktur

### Ansässige Unternehmen
- Tischlerei Gollner
- Steinbruch
- Erdbewegung Wibmer

### Verkehr
St. Johann im Walde wird von der B108, der Felbertauern Straße, durchquert.
Weiters gibt es noch eine Seilbahn nach Oberleibnig.

### Bildung
In St. Johann im Walde befinden sich eine Volksschule und ein Kindergarten.

### Vereine
- Freiwillige Feuerwehr Sankt Johann im Walde
- Landjugend Sankt Johann im Walde
- Schützenkompanie Sankt Johann im Walde
- Musikkapelle Sankt Johann im Walde
- Sportunion Sankt Johann im Walde
- Rangglerverein

## Politik
Die Gemeinderat hat insgesamt 11 Mitglieder.
- Mit den Gemeinderats- und Bürgermeisterwahlen in Tirol 1998 hatte der Gemeinderat folgende Verteilung: 7 Bürgermeisterliste St. Johann im Walde und 4 Unabhängige Liste.[4]
- Mit den Gemeinderats- und Bürgermeisterwahlen in Tirol 2004 hatte der Gemeinderat folgende Verteilung: 7 Unabhängige Liste und 4 Bürgermeisterliste St. Johann im Walde.[5]
- Mit den Gemeinderats- und Bürgermeisterwahlen in Tirol 2010 hatte der Gemeinderat folgende Verteilung: 7 Gemeinsam für St. Johann im Walde und 4 Unabhängige Liste.[6]
- Mit den Gemeinderats- und Bürgermeisterwahlen in Tirol 2016 hatte der Gemeinderat folgende Verteilung: 11 Zukunft St. Johann im Walde. [7]
- Mit den Gemeinderats- und Bürgermeisterwahlen in Tirol 2022 hat der Gemeinderat folgende Verteilung: 4 Bäuerliche Liste St. Johann, 4 Zukunft St. Johann im Walde und 3 Für St. Johann.[8]

### Bürgermeister
- bis 2013 Josef Rainer
- seit 2013 Franz Gollner[9][8]

### Wappen
Das Wappen der Gemeinde St. Johann im Walde ist eine bildliche Darstellung des Gemeindenamens. Es beinhaltet die Darstellung von Johannes dem Täufer vor dem Hintergrund eines stilisierten Astes als Symbol für den Wald.

## Persönlichkeiten

### Söhne und Töchter der Gemeinde
- Matthias Pollitzer (1786–1850), römisch-katholischer Geistlicher, Weihbischof in der Erzdiözese Wien
- Thomas Pichler (1828–1903), Botaniker